# Éperviers de Sorel-Tracy
Die Éperviers de Sorel-Tracy (englisch Sorel-Tracy Éperviers) sind eine kanadische Eishockeymannschaft aus Sorel-Tracy, Québec. Das Team spielt seit 2010 in der Ligue Nord-Américaine de Hockey.

## Geschichte

Logo der GCI de Sorel-Tracy

Die GCI de Sorel-Tracy wurden im Sommer 2010 als Franchise der Ligue Nord-Américaine de Hockey gegründet. In dieser nahmen sie zur Saison 2010/11 den Spielbetrieb auf. Die Franchise-Gründer waren sechs lokale Aktionäre, darunter der ehemalige Besitzer der Royaux de Sorel, Jean-Guy Poirier und Roger Savard als Vertreter des Hauptsponsors GCI Environment, einem Industrieunternehmen. Das neue Team füllt die Lücke, die 2008 durch die Auflösung der Mission de Sorel-Tracy in der Stadt entstand. Zur Saison 2011/12 stieg mit dem Reinigungsunternehmen Entreprises Carvena ein neuer Hauptsponsor bei dem Franchise ein und dieses wurde umbenannt.

## Team-Rekorde

### Karriererekorde
Spiele: 42  Grégory Dupré
Tore: 20  Dominic Chiasson  Christian Deschênes
Assists: 38  Christian Deschênes
Punkte: 58  Christian Deschênes
Strafminuten: 202  Alexandre Vachon